# Castilië-La Mancha
Castilië-La Mancha (Spaans: Castilla-La Mancha) is een van de zeventien autonome regio's van Spanje. De regio ligt in het zuidoosten van het land, de hoofdstad is Toledo. De oppervlakte van de regio bedraagt 79.462 km² en in 2021 had Castilië-La Mancha een inwonertal van 2.052.505
In het oosten grenst de regio aan de autonome regio Valencia en verder met de klok mee aan Murcia, Andalusië, Extremadura, Castilië en León, Madrid en Aragón.
Tot 1978 vormde Albacete een provincie van Murcia, sindsdien is het een provincie van Castilië-La Mancha.
Castilië-La Mancha ligt in de landstreek Castilië.

## Bestuurlijke indeling
| Provincie   | Inwoners 2021 | Hoofdstad   | Inwonertal |
| ----------- | ------------- | ----------- | ---------- |
| Albacete    | 386.726       | Albacete    | 164.771    |
| Ciudad Real | 392.900       | Ciudad Real | 71.005     |
| Cuenca      | 196.510       | Cuenca      | 52.980     |
| Guadalajara | 265.969       | Guadalajara | 77.925     |
| Toledo      | 710.400       | Toledo      | 78.618     |
| Totaal      | 2.052.505     |             |            |

## Demografische ontwikkeling
Bevolkingscijfers in duizendtallen
Bron: INE